# 蔡家镇经幢
蔡家鎮唐經幢，俗稱“八棱碑”，是一座唐代的石經幢，位于中國山东省济南市莱芜区张家洼街道蔡家镇村。蔡家鎮經幢建於唐中宗景龍三年（709年），是中國現存年代較早的陀羅尼經幢，比河北井陉的天护陀罗尼经幢早18年，比杭州的龍興寺經幢早128年。

## 形制
蔡家镇经幢原立於萊蕪嬴縣舊城的□真寺（第一字磨滅不可辨識）中，寺廟早已毀壞，只有经幢殘存。現位於蔡家鎮村村委會南，立於兩座農宅之間的狹窄過道中。經幢呈八棱柱形，通高3.62米。經幢上覆有八角寶蓋，蓋頂為四面方柱體，浮雕佛像，佛像現已殘缺。幢下有覆蓮形石礎。
幢身陰刻《佛頂尊勝陀羅尼經》經文。經文每面7至9行，共64行，每行70字不等。經幢正西面為第一面，起首題為《佛頂尊勝陀羅尼經 序》：“爰有罽賓沙門佛陁波利，先於本國遍覽圖書，素聞大士文殊常在清涼山（五臺山）住，……”。此後依次向左，至第七面二行為經文。最後的七、八兩面介紹其建造緣起，落款為“景龍三年四月八日前宋州寧陵縣令賈思玄敬造”。此段銘文記載該經幢由唐代首任萊蕪縣令賈璞以其父賈思玄（歷任魯山、全節、寧陵縣令）之名建造。銘文由乾封縣（在今泰安市岱岳区、泰山區）主簿趙大昚撰寫。

## 保護狀況
目前，蔡家镇经幢的西、北、東面文字剝落及人為破壞較為嚴重，南面文字保存尚好。1997年11月25日，蔡家鎮經幢被定為萊蕪市重點文物保護單位。2006年12月7日，以“蔡家镇唐经幢”之名列為省級重點文物保護單位。